# 裴政
裴政（521年—582年），字德贞，河东郡闻喜县（今山西省运城市闻喜县）人，南梁，西魏，北周、隋朝官员。

## 生平
裴政的高祖父裴寿孙，跟随刘裕把家迁移到寿阳县，历任前军长史、庐江郡太守，祖父裴邃是南梁侍中、左卫将军、豫州大都督，父亲裴之礼是廷尉卿。裴政小時候聪明敏捷，博闻强记，通晓时务政治，被当时舆论称颂。裴政虚龄十五岁时，以豫章王萧欢府法曹参军事为起家官。裴之礼死后，裴政给父亲守丧，当时江南的朝臣子弟守丧除丧服后很多人容光焕发，没有哀伤的感情，梁武帝鄙视这些人，大多对他们进行贬官降职。裴政守丧结束除服后去问候梁武帝，裴政消瘦憔悴，眼泪鼻涕像下雨一样，梁武帝目送他说：“裴之礼还活在裴政心里啊。” 裴政后转任太子舍人，又补任会稽郡诸暨县县令。湘东王萧绎到达荆州后，征召裴政出任宣惠府记室，不久又任命裴政出任通直散骑侍郎。侯景之乱时，萧绎加裴政壮武将军，率军随建宁侯王琳进军讨伐侯景，抓获了叛军统帅宋子仙，把他献到荆州。等到侯景被平定，裴政作为先锋进入建邺，考评军功最大，封为夷陵侯。梁元帝征召裴政回朝出任太子庶子、黄门侍郎兼管籥领，裴政又率领军队辅佐王琳抵抗萧纪，在硖口击败了萧纪，加平越中郎将、镇南府长史。等到西魏军围困荆州，王琳从桂州前来救援，驻扎在长沙郡。裴政请求从小路前往荆州，先行报告给梁元帝。裴政到了百里洲后，被西魏抓获，萧詧对裴政说:“我是梁武帝的孙子，不可以做你的君主吗？你有什么必要为七叔殉身呢？如果听从我的计划，那么你的富贵就会传及子孙；如果不听，我就斩断你的头和腰。”裴政假装说：“唯命是从。”萧詧把裴政锁住送到江陵城下，让他对梁元帝说：“王僧辩听说台城被围困，已经自立为皇帝。王琳势单力孤，不再能前来援助。”裴政答应了。不久裴政却告诉江陵城中的人说：“援军将要大规模的赶来，你们都要各自勉励。我作为使者被俘虏，粉身碎骨也应当报效国家。”监管的人击打裴政的嘴，裴政最终也没有改口。萧詧发怒，命令迅速处死裴政。蔡大业劝谏说：“他是在民众中享有声望的人，如果杀了，那么荆州就拿不来了。”裴政因此得到释放。承圣三年十二月甲寅（555年1月10日），魏军攻克江陵城，梁元帝投降。一会儿，黄门郎裴政冲开门出去了，裴政与城中的官员都被送到西魏京城。
宇文泰听说裴政的忠诚，任命裴政为员外散骑侍郎，引荐他在大丞相府任职，命令裴政与卢辩依照《周礼》建立北周六官，设公卿大夫士，并编撰朝廷仪式制度，车服器用，大多遵古礼，改革汉朝和曹魏的旧法，事并施行。魏后三年（556年），裴政加仪同三司，封新义县开国子。建德二年（573年），裴政出任淅州南乡郡太守。建德六年（577年），裴政加上仪同，出任定州博陵郡太守，未能前往上任。同年七月，裴政改任载师中大夫。大象元年，裴政改任典祀中大夫。裴政很快出任刑部下大夫，转任少司宪。裴政明了熟知过去的事情，又参与制定《周律》。裴政能饮酒，喝几斗也不会醉。公簿案件堆满了办公桌，裴政的判决顺当如流水，执法宽容平和，没有冤屈和滥用。囚犯中有人犯极刑的，裴政就允许他的妻子儿女进入监狱陪伴，到了冬天，将要处决犯人，犯人都说：“裴大夫虽然判处我死刑，但我死无遗憾。”裴政判法周详公正就像这样。裴政又擅长音律，曾经和长孙绍远讨论音乐。周宣帝时，裴政因为违背皇帝旨意被免职。
杨坚摄政后，将裴政召回恢复了他原有的官职。开皇元年（581年），裴政改任率更令，加上仪同三司。隋文帝诏令裴政与高颎、郑译、杨素、苏威等人修订律令。裴政采用曹魏和西晋的刑典，下至南齐、南梁，沿用改革的轻重，都折中选取一起参与制定开皇律的人共有十多人，凡是有疑虑阻碍不前的地方，都由裴政裁决。
裴政进位散骑常侍，转任左庶子，进爵为侯，对太子杨勇多有纠正之处，被称为纯厚。杨勇凡是有什么大事，都委托给裴政。右庶子刘荣性情独断固执。当时武官轮流值班，通事舍人赵元恺撰写值班名册，还没有来得及完成。杨勇有旨意，再三催促。刘荣对赵元恺说：“只需要你口头上奏，不需要制造名册。”等到赵元恺上奏时，杨勇问:“名册在哪里？”赵元恺说：“我听从了刘荣的话，他没让我制作名册。”杨勇当即诘问刘荣，刘荣拒绝承认，说：“没有说过这种话。”杨勇就把这件事交付裴政查问，裴政还没来得及上奏，有依附刘荣的人先对杨勇说：“裴政想要诬陷刘荣，推查的事不实。”杨勇招来裴政责问他：“凡是查看事情有两种情况，一是分析清理，一是根据证据，审问其中的曲直，凭它来判定是非。我察看刘荣，官位高责任重，即使真的对赵元恺说了不用造名册的话，也只是微小之罪，按理而论这不需要隐瞒。又查看赵元恺受制于刘荣，怎么敢用无来由的话乱加在刘荣身上。二人的情况，道理正好相似。赵元恺让左卫率崔蒨等人为证，崔蒨等人的证词全都与赵元恺相符合。观察情理既相等同，必须以证据来断定，臣认为刘荣确是对赵元恺说过不造名册的话，事情必定不假。”杨勇不怪罪刘荣，却称赞裴政公平正直。
裴政喜欢当面指出别人的缺点过失，而背后从不议论别人的坏话。当时云定兴多次进入宫中侍奉太子杨勇，制作一些奇异的服饰和器具献给后宫，又仗着女儿受杨勇的宠爱，来往宫中没有节制。裴政多次直言极谏，杨勇都没有采纳。裴政因此对云定兴说:“您所做的，不合礼节法度。这些对太子来说都不是好的名声。希望您自行引退，不然將会惹上灾祸。”云定兴发怒，把这些话告诉了杨勇，杨勇更加疏远了裴政。开皇二年（582年），裴政在长安县清安乡洪固里住宅中去世，虚岁六十二，隋文帝诏令追赠襄州诸军事、襄州刺史，封爵如故。裴政著有《太清实录》九卷，琅琊王褒、新野庾信读了之后称赞说：“《宋略》之后，更有如此的著作。所以知道河东郡出俊秀人才，史学人才相继出现。”开皇二年太岁在壬寅七月卅日壬寅（582年9月3日），裴政葬于长安县北原白起乡孝义里。裴政的儿子裴南金请求裴政的朋友沛国刘臻写了墓志的序文，又请求裴政的姻亲平原明克让写了墓志铭文。
等到杨勇被废太子，隋文帝追忆说：“如果裴政、刘行本在，共同辅佐太子，应当不会到这种地步。”

## 其他
《隋书》和《北史》记载裴政曾外任襄州总管，陕西省考古研究院助理研究员张杨力铮根据裴政墓志指出该事件发生前的杨勇太子妃死于开皇十一年，开皇二年已然死亡的裴政不可能预知后事，可见文献中建立在对裴政卒认识有误基础上的附会之语并非孤例。

## 家庭

### 九世祖
- 裴徽[1]

### 祖父
- 裴邃，南梁侍中、左卫将军、豫州刺史、夷陵壮侯[1]

### 父亲
- 裴之礼，南梁左卫率、黄门郎、徐州刺史、夷陵毅侯[1]

### 子女
- 裴南金，隋朝膳部郎

## 墓地和墓志
2020年6月，陕西省考古研究院于西咸新区秦汉新城龚东村北发掘一批隋唐时期墓葬，其中M8保存较好，出土墓志一合。志主为《北史》《隋书》记载的河东裴氏家族成员裴政，于隋开皇二年入葬。该墓虽遭盗扰，但仍出土随葬品一百余件。

## 延伸阅读
[在维基数据编辑]
 《北史·卷077》，出自李延壽《北史》
 《隋書·卷66》，出自魏徵《隋书》